# Бад-Эльстер
Бад-Эльстер (нем. Bad Elster) — город в Германии, курорт, расположен в федеральной земле Саксония.
Подчинён земельной дирекции Хемниц. Входит в состав района Фогтланд.  Население составляет 3744 человека (на 31 декабря 2010 года). Занимает площадь 23,42 км². Официальный код  —  14 1 78 050.